# Політичні погляди Дональда Трампа

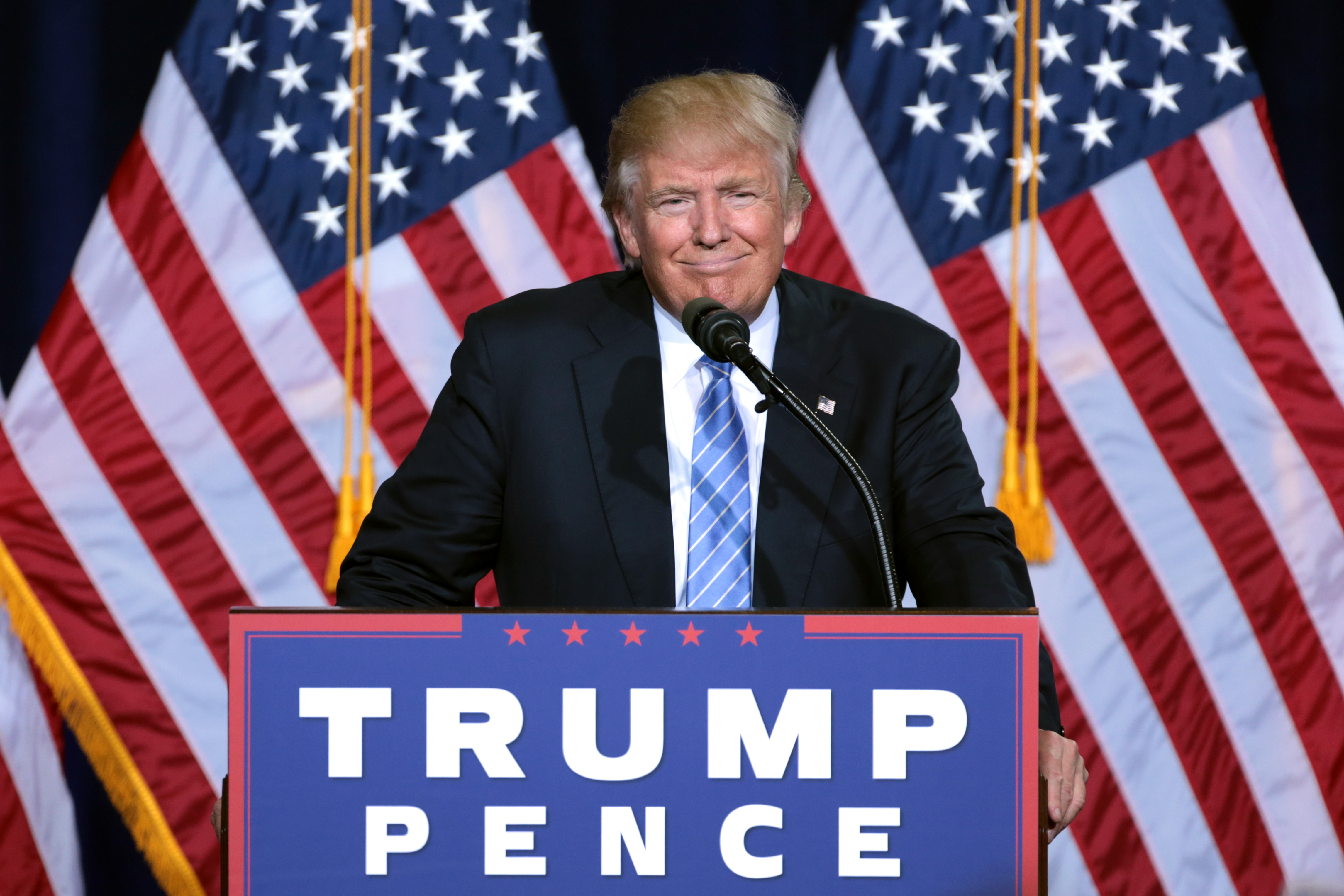
Трамп в Фініксі, штат Аризона, серпень 2016.

Дональд Трамп, підприємець, 45-й (2017—2021) та діючий 47-й (з 2025) Президент Сполучених Штатів, член Республіканської партії. Переміг демократку Хілларі Клінтон на президентських виборах 2016, на виборах 2020 року програв Джозефу Байдену, а переміг вдруге на виборах-2024, де йому поступилася Камала Гарріс. Для Трампа характерний, в першу чергу, правоцентризм.
Окрім того, що Трамп як класичний республіканець підтримує економічний лібералізм та американський консерватизм,[джерело?] для нього характерний правий популізм, націоналізм та ізоляціонізм.
У зв'язку з його особливою формою стилю державного управління виник термін трампізм (англ. trumpism), що характеризує стиль правого, елітарного та прорелігійного політика-популіста.

## Розвиток поглядів
Дональд Трамп зареєструвався як республіканець на Мангеттені в 1987 році; з того часу він п'ять разів змінював свою партійну приналежність. У 1999 році Трамп змінив партійну приналежність на Партію незалежності Нью-Йорка. У серпні 2001 року Трамп змінив партійну приналежність на Демократичну партію. У вересні 2009 року Трамп знову змінив партійну приналежність на Республіканську партію. У грудні 2011 року Трамп змінив партійну приналежність на «безпартійний» (незалежний). У квітні 2012 року Трамп знову повернувся до Республіканської партії.
Трамп часто звертається до почуттів релігійних американців, особливого, до населення так званого, «Біблійного поясу». Сам політик є протестантом, членом Пресвітеріанської церкви США.

## Внутрішня політика
Трамп підтримував легалізацію медичного канабісу, але, в обмежених можливостях. Також, Трамп повністю підтримує легалізацію зброї, і, після стрілянини в середній школі Стоунмен Дуглас у лютому 2018 року, запропонував озброїти 20 % вчителів. Трамп називає себе «прихильником за життя» і загалом виступає проти абортів за деякими винятками: зґвалтування, інцест та обставини, що загрожують здоров'ю матері. Трамп не підтримує соціально-політичні наративи ЛГБТ-руху, його адміністрація скасувала багато існуючих заходів захисту ЛГБТ.
Дональд Трамп просував ідеї елітарного економічного лібералізму, що характерно зниженням індивідуальних та корпоративних податків, спробами скасувати Закон про доступне медичне обслуговування («Obamacare»), торговельним протекціонізмом, обмеженням імміграції, дерегуляцією, зосередженою на енергетичному та фінансовому секторах, та заходами у відповідь на пандемію COVID-19.
За час свого правління Трамп знизив федеральні податки та збільшив федеральні витрати, що значно збільшило дефіцит федерального бюджету та державний борг. Позитивна економічна ситуація, успадкована ним від адміністрації Обами, продовжилася: ринок праці наблизився до повної зайнятості, а показники доходів та добробуту домогосподарств продовжували покращуватися, досягнувши рекордних значень. Трамп також запровадив торговельний протекціонізм за допомогою тарифів, насамперед на імпорт з Китаю.
Нелегальна імміграція була ключовим питанням президентської кампанії Трампа, і його запропоновані реформи та суперечливі висловлювання щодо імміграції також висловлювали підтримку різноманітних «обмежень на легальну імміграцію» та візи для «гастарбайтерів». Трамп обіцяв побудувати бетонну стіну на американо-мексиканському кордоні, але, ця ідея на практиці виявилась неефективною і взагалі критикувалася демократами.

## Зовнішня політика
Зовнішня політика США під час президентства Дональда Трампа (2017–2021) відзначалася своєю непередбачуваністю та невиконанням попередніх міжнародних зобов’язань. Політика Трампа «Америка перш за все» переслідувала націоналістичні зовнішньополітичні цілі та віддавала пріоритет двостороннім відносинам над багатонаціональними угодами.
У рамках політики «Америка перш за все» Трамп переоцінив багато попередніх багатонаціональних зобов’язань США, він ініціював вихід США із Транстихоокеанського партнерства, Договору про ліквідацію ракет середньої та малої дальності, Ради ООН з прав людини та ЮНЕСКО, Паризької угоди, а також закликав союзників по НАТО збільшити розподіл тягаря. Адміністрація Трампа ввела заборону на поїздки з деяких країн з переважно мусульманським населенням і визнала Єрусалим столицею Ізраїлю. Він шукав зближення з північнокорейським лідером Кім Чен Ином у рамках зусиль щодо денуклеаризації Корейського півострова, хоча Північна Корея розширила свій ядерний арсенал. Трамп вивів США з ядерної угоди з Іраном і посилив санкції проти Ірану, що призвело до кількох протистоянь з цією країною. продовжив війну США з тероризмом, в тому числі, проти терористичної організації «Ісламська Держава», включаючи спостереження за смертю її лідера Абу Бакр аль-Багдаді в жовтні 2019 року.
Адміністрація Трампа часто використовувала економічний тиск для просування своїх зовнішньополітичних цілей. Імпортні тарифи Трампа схвилювали торгових партнерів і спровокували торгівельну війну з Китаєм.